# Kanton Roussillon
Roussillon is een kanton van het Franse departement Isère. Het kanton maakt deel uit van het arrondissement Vienne. Het heeft een oppervlakte van 331,96 km² en telt 47.043 inwoners in 2018, dat is een dichtheid van 142 inwoners/km².

## Gemeenten
Het kanton Roussillon omvatte tot 2014 de volgende 21 gemeenten:
- Agnin
- Anjou
- Assieu
- Auberives-sur-Varèze
- Bougé-Chambalud
- Chanas
- La Chapelle-de-Surieu
- Cheyssieu
- Clonas-sur-Varèze
- Le Péage-de-Roussillon
- Roussillon (hoofdplaats)
- Sablons
- Saint-Alban-du-Rhône
- Saint-Clair-du-Rhône
- Saint-Maurice-l'Exil
- Saint-Prim
- Saint-Romain-de-Surieu
- Salaise-sur-Sanne
- Sonnay
- Vernioz
- Ville-sous-Anjou

Door de herindeling van de kantons bij decreet van 18 februari 2014, met uitwerking op 22 maart 2015, omvat het kanton sindsdien volgende 27 gemeenten : 
- Agnin
- Anjou
- Beaurepaire
- Bellegarde-Poussieu
- Bougé-Chambalud
- Chalon
- Chanas
- La Chapelle-de-Surieu
- Cour-et-Buis
- Jarcieu
- Moissieu-sur-Dolon
- Monsteroux-Milieu
- Montseveroux
- Pact
- Le Péage-de-Roussillon
- Pisieu
- Pommier-de-Beaurepaire
- Primarette
- Revel-Tourdan
- Roussillon
- Sablons
- Saint-Barthélemy
- Saint-Julien-de-l'Herms
- Saint-Romain-de-Surieu
- Salaise-sur-Sanne
- Sonnay
- Ville-sous-Anjou